# シャッテンノルム
数学の、特に関数解析学の分野におけるシャッテンノルム（英: Schatten norm）あるいはシャッテン＝フォン・ノイマンノルムとは、トレースクラスノルムやヒルベルト＝シュミットノルムと同様に、p-可積分性の一般化として考え出されたノルムである。ロバート・シャッテンの名にちなむ。

## 定義
{\displaystyle H_{1}} と {\displaystyle H_{2}} を可分なヒルベルト空間とし、{\displaystyle T} を {\displaystyle H_{1}} から {\displaystyle H_{2}} への（線型）コンパクト作用素とする。{\displaystyle p\in [1,\infty )} に対して、作用素 {\displaystyle T} のシャッテン p-ノルムは次のように定義される：
{\displaystyle \|T\|_{p}:={\bigg (}\sum _{n\geq 1}s_{n}^{p}(T){\bigg )}^{1/p}.}
ここで、{\displaystyle s_{1}(T)\geq s_{2}(T)\geq \dotsb \geq s_{n}(T)\geq \dotsb \geq 0} は {\displaystyle T} の特異値、すなわち、コンパクトエルミート作用素 {\displaystyle |T|:={\sqrt {(T^{*}T)}}} の固有値であるとする。正作用素 T*T に関する汎函数計算により、次式が従う：
{\displaystyle \|T\|_{p}^{p}=\operatorname {tr} (|T|^{p})}
シャッテンノルムが有限であるような作用素はシャッテンクラス作用素と呼ばれ、そのような作用素からなる空間は {\displaystyle S_{p}(H_{1},H_{2})} と表される。シャッテンノルムについて、空間 {\displaystyle S_{p}(H_{1},H_{2})} はバナッハ空間であり、p=2 の場合はヒルベルト＝シュミット作用素からなるヒルベルト空間である。

## 性質
シャッテンノルムはユニタリ不変である。すなわち、ユニタリ作用素 {\displaystyle U} と {\displaystyle V} に対して、
{\displaystyle \|UTV\|_{p}=\|T\|_{p}}
が成り立つ。
極分解により、p-次シャッテンクラス作用素の空間は B(H) 内のイデアルであることが証明される。{\displaystyle \|\ \|_{2}} はヒルベルト＝シュミットノルム（ヒルベルト＝シュミット作用素を参照）であり，また {\displaystyle \|\ \|_{1}} はトレースクラスノルム（トレースクラスを参照）であることに注意されたい。

### 双対性
p, q を共役指数 (1/p + 1/q = 1) の対，S ∈ Sp，T ∈ Sqとするとき，対応するシャッテンノルムは次の形式のヘルダーの不等式を満たす：
{\displaystyle \|ST\|_{S_{1}}\leq \|S\|_{S_{p}}\|T\|_{S_{q}}.}
H 上のコンパクト作用素からなる、作用素ノルムについてのバナッハ空間を {\displaystyle S_{\infty }} とすれば、上の形式のヘルダーの不等式は {\displaystyle p\in [1,\infty ]} に対しても成立することが分かる。このことから、{\displaystyle \phi :S_{p}\rightarrow S_{q}'},  {\displaystyle T\mapsto \mathrm {tr} (T\cdot )} は well-defined な縮小写像であることが従う（ここで、プライム記号 ' は（位相空間論的な）双対を表す）。